# De Bornholmske Jernbaner
Bornholmskie Koleje Żelazne (duń. De Bornholmske Jernbaner, skr. DBJ) – spółka kolejowa działająca w latach 1934-1968, eksploatująca koleje wąskotorowe (1000 mm) na Bornholmie.

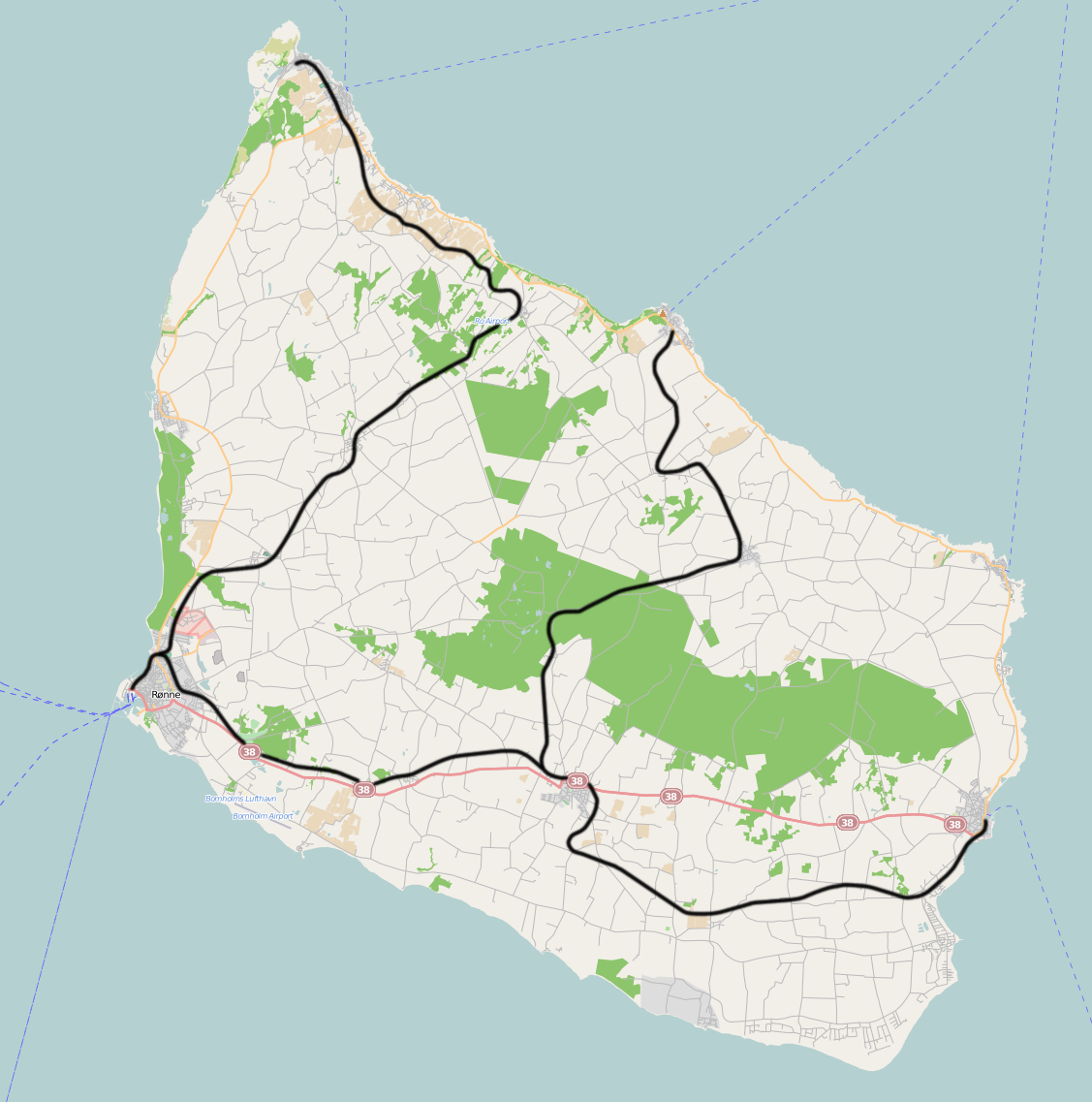
Mapa linii kolejowych

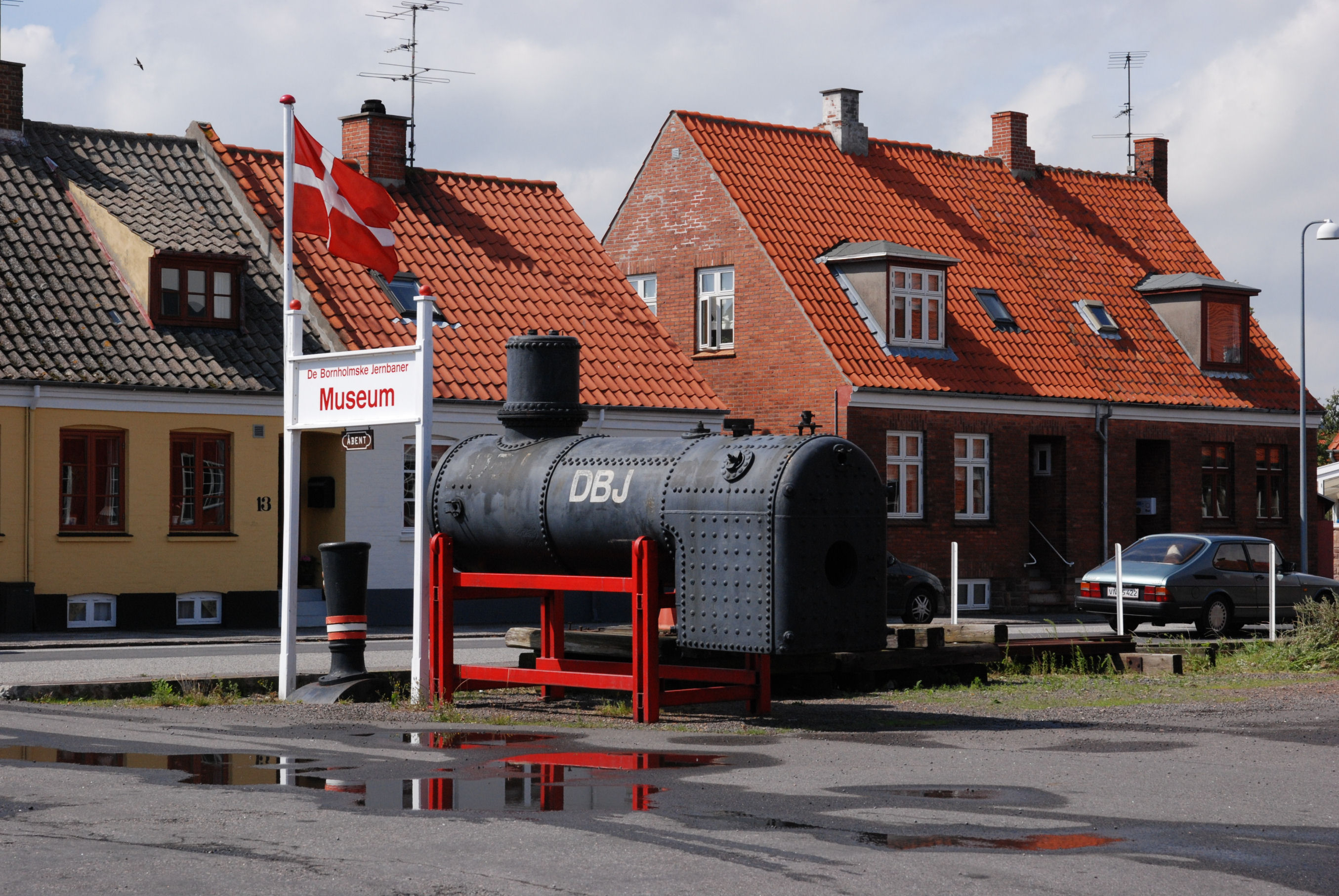
Muzeum Kolei Żelaznej w Nexø

## Historia
Inicjatywa budowy kolei na Bornholmie pojawiła się po raz pierwszy w 1875 r. Od początku budziła kontrowersje, czy jest sens ekonomiczny budowy sieci kolejowej na tej niewielkiej wyspie (588 km kw.). Mimo sprzeciwu wielu mieszkańców, w 1890 r. z inicjatywy lekarza P.V.E. Hansena i inżyniera J. Fagerlunda rozpoczęto zbiórkę pieniędzy na ten cel, która zakończyła się sukcesem. 13 grudnia 1900 r. Bornholmskie Kolejowe Towarzystwo Akcyjne (Det bornholmske Jernbaneselskab A/S) otworzyło pierwszą 37 km linię pomiędzy Rønne, Åkirkeby i Nexø – największymi miasteczkami Bornholmu. Budynki stacyjne w stylu funkcjonalizmu zaprojektował bornholmski architekt Mathias Bidstrup. Mimo że linia kolejowa była bardzo kręta i nierówna, kolej już w pierwszym roku eksploatacji przyniosła zysk, przewożąc ok. 150 000 osób oraz ok. 35.000 ton towarów  . Po krótkim czasie linii nadano miano ”najpiękniejszej linii kolejowej Danii”.
W początkowym okresie używano lokomotyw parowych, w 1930 r. wprowadzono lokomotywy spalinowe, a w 1949 r. autobusy szynowe. Maksymalna prędkość wynosiła: pociągów osobowych – 45 km/godz., towarowych – 30 km/godz. Ze względu na wzrastające zapotrzebowanie na usługi transportowe, mimo dużych trudności technicznych (zwłaszcza w północnej części wyspy), rozbudowa sieci dróg kolejowych oraz ich bocznic trwała do 1916 r. Budynki stacyjne na kolejnych liniach projektowali architekci: Kay Fisker, Aage Rafn i Ove Funch–Espersen . W 1934 r. trzy spółki obsługujące linie kolejowe Bornholmu połączono organizacyjne w jedną spółkę De Bornholmske Jernbaner, która zajmowała się także transportem drogowym oraz komunikacją morską pomiędzy portami i przystaniami wyspy. W szczytowym okresie rozwoju łączna długość sieci kolejowej na Bornholmie wynosiła ponad 90 km  i składała się z następujących odcinków:

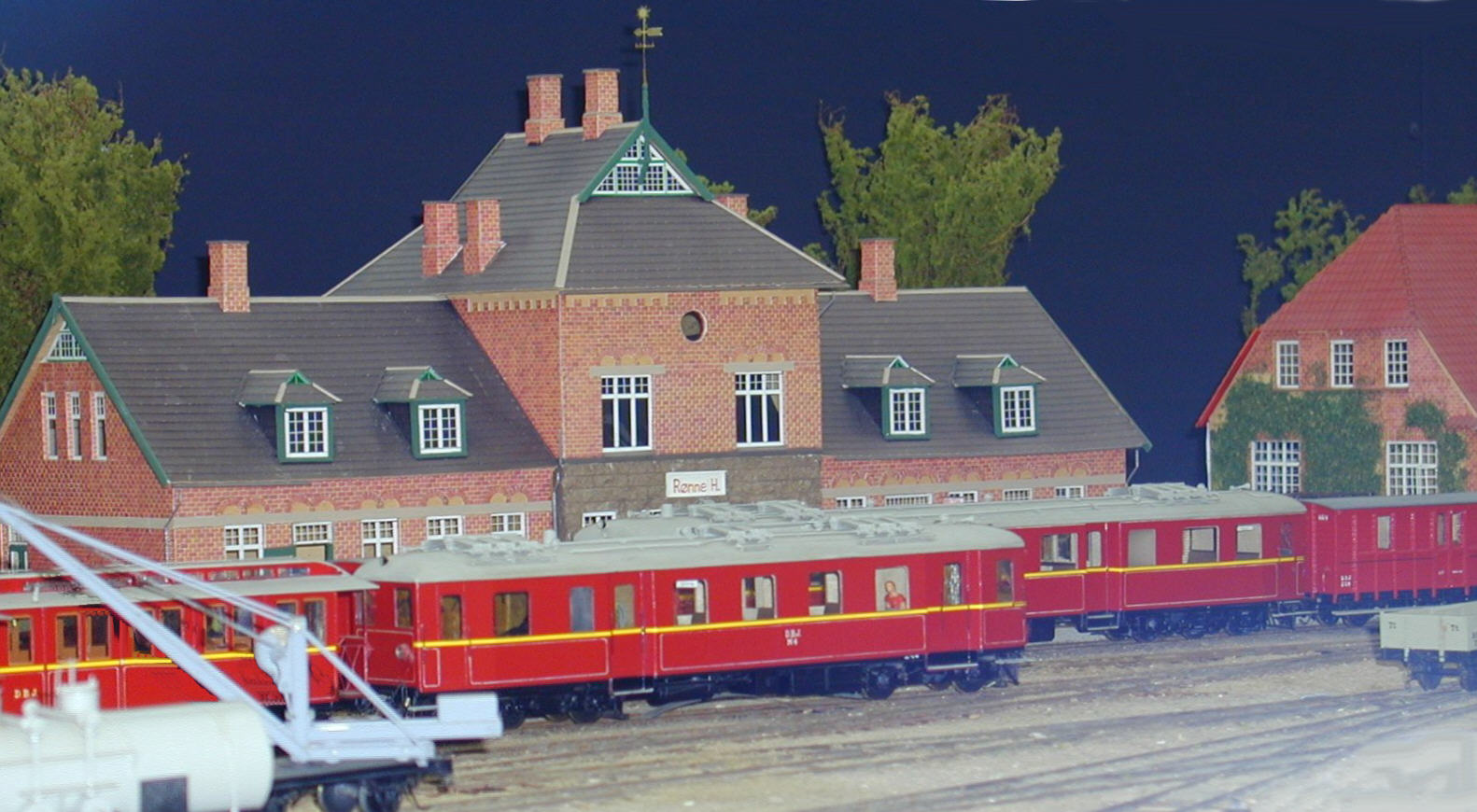
Makieta stacji DBJ w Rønne (Muzeum Bornholmu w Rønne)

- Rønne-Nexø (RNJ), funkcjonowała od 13 grudnia 1900 do 28 września 1968, długość: 36,87 km (linia ta miała później zbudowaną bocznicę pomiędzy Åkirkeby a Almindingen).
- Rønne-Allinge-Sandvig (RAJ), funkcjonowała od 6 maja 1913 do 15 września 1953, długość: 31,2 km
- Almindingen-Gudhjem (AGJ) funkcjonowała od 27 czerwca 1916 do 18 sierpnia 1952, długość: 18,2 km[4] .

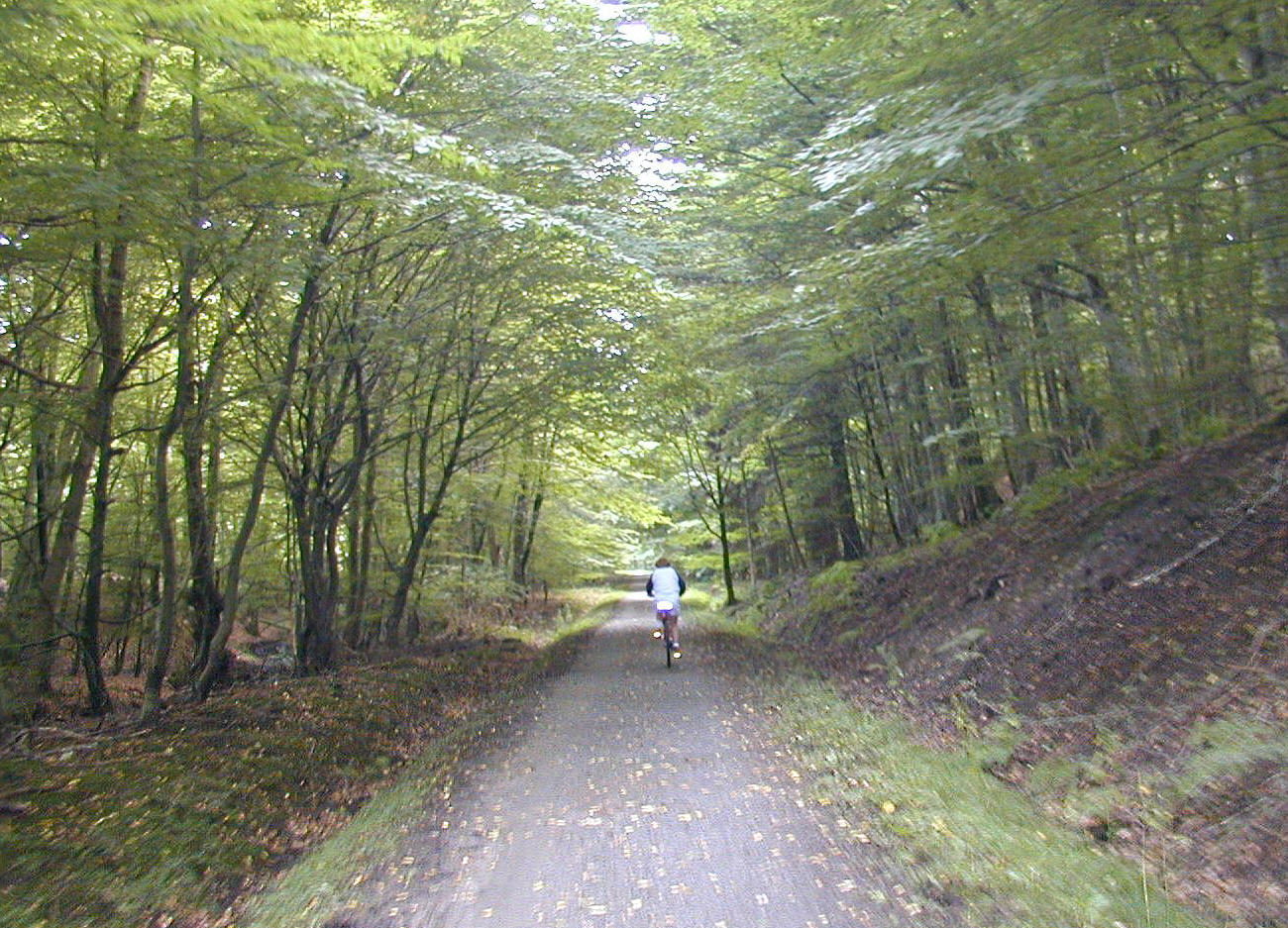
Droga rowerowa na nasypie kolejowym w pobliżu Almindingen

Po II wojnie światowej, ze względu na konkurencję ruchu kołowego, eksploatacja kolei na Bornholmie zaczęła przynosić straty i ostatecznie w 28 września 1968 r. zaprzestano ją wykorzystywać . Były to ostatnie koleje wąskotorowe w Danii. Tory kolejowe zdemontowano, natomiast infrastrukturę sieci kolejowej (nasypy, mosty, przekopy) częściowo przebudowano i włączono w sieć dróg rowerowych, z których obecnie słynie ta wyspa (ok. ⅓ długości z ok. 250 kilometrowej sieci unikalnych ścieżek rowerowych na wyspie poprowadzono po trasach dawnych torów).
Bornholmskie Koleje Żelazne były przedsięwzięciem, które w ciągu 68 lat swojej działalności istotnie przyczyniło się do rozwoju gospodarczego i społecznego wyspy oraz do rozwoju turystyki . Istniał m.in. zwyczaj, że turystów na stacjach witał personel hoteli i pensjonatów. Pozostałością kolei bornholmskich są niektóre budynki kolejowe włączone m.in. do europejskiego projektu spuścizny architektonicznej.